# Pod Hribovňou
Pod Hribovňou je přírodní památka jižně od obce Vyškovec v okrese Uherské Hradiště. Důvodem ochrany je zbytek bělokarpatských pastvin se vzácnými druhy rostlin; jedna z posledních lokalit hořečku žlutavého (Gentianella lutescens).